# Nanocladius seoulensis
Nanocladius seoulensis är en tvåvingeart som först beskrevs av Ree et Kim 1981.  Nanocladius seoulensis ingår i släktet Nanocladius och familjen fjädermyggor. Inga underarter finns listade i Catalogue of Life.